# Heinrich Czerkus
Heinrich Czerkus (né le 27 octobre 1894 à Minge (de), arrondissement d'Heydekrug, mort fin mars-début avril 1945 à Dortmund) est un résistant allemand au nazisme.

## Biographie
Serrurier de formation, Heinrich Czerkus est membre du KPD pendant la République de Weimar et est élu au conseil municipal de Dortmund en 1933. Professionnellement, il travaille pour le club du Borussia Dortmund en tant que directeur de club ; il fait changer le stade du club du Weiße Wiese au Stadion Rote Erde en 1937.
Après que les nazis ont pris le pouvoir, Heinrich Czerkus produit et distribue des écrits de résistance communiste illégaux. Il peut en produire certains sur la machine de duplication du Borussia Dortmund. Jusqu'à peu de temps avant la fin de la Seconde Guerre mondiale, Heinrich Czerkus échappe aux tentatives de la Gestapo de le saisir.
Heinrich Czerkus est arrêté par la Gestapo dans le cadre d'une vague d'arrestations visant des résistants, des travailleurs forcés et des déserteurs en 1945. Entre le 7 mars et le 12 avril 1945, la Gestapo l'assassiné parmi 300 résistants, déserteurs et travailleurs forcés dans le cadre des tueries du Vendredi Saint. Au cours des dernières semaines de la guerre, les victimes sont internées dans un camp d'accueil sur le terrain de la Hörder Bergwerks- und Hütten-Verein puis assassinées au Rombergpark, sur le site ferroviaire entre Hoerde et Berghofen ou dans l'arrondissement de Bittermark.

## Commémoration
En mémoire et en honneur, le «parcours Heinrich-Czerkus » des Amis de la nature de Dortmund-Kreuzviertel se déroule chaque année à Dortmund depuis 2004. Il mène du stade Rote Erde au Mahnmal Bittermark et est soutenu par le Fanprojekt Dortmund et le Heinrich Czerkus BVB-Fanclub. En 2011, l'ancien international du BVB Sigfried Held est l'un des soutiens du parcours. Une plaque commémorative pour Heinrich Czerkus est inaugurée au Stadion Rote Erde en 2009. Le BVB soutient également le parcours depuis 2012, 500 participants sont accueillis le Vendredi Saint 2012, le président du BVB Reinhard Rauball donne le signal de départ. Une rue du quartier de Brackel à Dortmund, non loin des terrains d'entraînement du club de football, porte son nom.